# 287
287 је била проста година.

## Догађаји
- Истог дана када је постављен за конзула, Максимијан покреће кампању против инвазије Алемана на Галију. Након што је спречио ову инвазију, он затим напада саму Алеманију, улазећи преко Горње Рајне и враћајући се на римску територију преко Горњег Дунава.
- Будући цар Констанције побеђује и заробљава германског краља, који је припремио заседу против Римљана.
- Диоклецијан потписује мировни споразум са краљем Бахрамом II од Персије и поставља проримског Арсакида Тиридата III за краља над западним делом Јерменије.
- Диоклецијан реорганизује месопотамску границу и утврђује разне локације, укључујући град Циркезијум (данас Бусајра) на Еуфрату. Током његове владавине, слични напори утврђивања спроводе се и на другим границама, са утврђењима изграђеним или обнављаним иза, на и ван граница. Регрутација и број легија се повећавају, иако се саме легије реформишу у мање и флексибилније јединице. У неком тренутку, Диоклецијан је можда успоставио и касноримски војни систем Комитатенса (јединице пољске војске) и Лимитанеја (граничне јединице), али неки научници датирају овај развој у време владавине Константина I (306–337).

## Смрти
- Википедија:Непознат датум — Свети мученик Савин - хришћански светитељ.
- Википедија:Непознат датум — Света мученица Пелагија Тарсанка - хришћанска светитељка.
- Википедија:Непознат датум — Свети мученик Аскалон - хришћански светитељ.
- Википедија:Непознат датум — Свети мученик Севастијан - хришћански светитељ.
- Википедија:Непознат датум —  Свети Маврикије  - хришћански светитељ.